# Ulva (sziget)
Ulva a Hebridák egy kis, mindössze 20 négyzetkilométeres szigete Mull szigetének nyugati partja előtt, a szigeten végighúzódó dombhátak egyikének folytatásában, tehát a Belső-Hebridák részeként nyilvántartott Mull-szigetcsoport egyik tagja. Közigazgatásilag Skócia Argyll and Bute tanácsi területének része. 1974–1996 között a Strathclyde régióba, korábban Argyll megyébe osztották be.
Fő nevezetessége, hogy a helybéliek és a környező szigetek — főleg Mull — lakói 2018-ban megvásárolták a szigetet addigi tulajdonosától.

## Természeti földrajza
Az ovális alakú szigetet Mulltól (Ulva Ferry majorságtól) a keskeny Caolas Ulbha tengerszoros választja el; a szomszédos Gometra szigetével híd köti össze. Északon a Loch Tuath (Loch-a-Tuath), délkeleten a Loch na Keal (Loch nan Ceall) választja el Mull egy-egy nagyobb félszigetétől (illetve az Eorsa szigetkétől). Déli partjának két nagyobb öble a Port a' Bhàta és a Tràigh Bhàn. Az északi part két nagyobb öble a patkó alakú Lòn Bhearnuis és a Soriby Bay.
Hossztengelyében egy keresztirányú völgyekkel (közülük legnagyobb a Gleann Glas) tagolt dombhát húzódik végig; ez nyugat felé Gometrán folytatódik. Két legmagasabb dombja a 313 m magas Beinn Chreagach (a.m. 'Sziklás Hegy') és a 306 m magas Beinn Eoligarry; a dombok  nyugat felé egyre alacsonyabbak. A déli parthoz közel emelkedik a 118 m magas A' Chrannag.
A pleisztocén kori jégáraknak köszönhetően partvonala csipkézett, erősen tagolt. Az Ulvától délre elterülő csatornából kiemelkedő kisebb-nagyobb szigetek, illetve szirtek közül a legnevezetesebb a természeti szépségeiről híres Staffa (a Fingal-barlanggal). Jelentősebbek még:
- Bac Mòr,
- Little Colonsay,
- Inchkenneth,
- Samalan,
- Tiree,
- Coll,
- Gunna,
- Erisgeir,
- Iona.

Little Colonsay és Ulva között az Eilean na Creiche (Eilean na Craoibhe) szirtjeinek sora húzódik.
Éghajlatát a Golf-áramlás határozza meg: a csapadék sok, a hőingás kicsi.

## Földtani felépítése
A szigetet fiatal bazalt építi fel. Főleg a déli parton a kőzet jellegzetes, oszlopos elválása is megfigyelhető, de az oszlopok nem olyan látványosak, mint a közeli Staffa szigetén.

## Élővilága
Fő növénytársulása a fenyér.

## Fordítás
Ez a szócikk részben vagy egészben  az   Ulva című angol Wikipédia-szócikk ezen változatának fordításán alapul.  Az eredeti cikk szerkesztőit annak laptörténete sorolja fel. Ez a jelzés csupán a megfogalmazás eredetét és a szerzői jogokat jelzi, nem szolgál a cikkben szereplő információk forrásmegjelöléseként.